# Máriaújfalu
Máriaújfalu (szlovénül: Telik-Mala ves, németül: Dölten-Kleindörfl) 1934-ben, Talapatka és Rábakisfalud egyesítéséből létrejött település, amely 1983 óta Szentgotthárd részét képezi.
A két település a lakóházak építésének átrendeződésével annyira közel került egymáshoz, hogy területeik már szinte összeértek, ezért az 1934. évi 12,829/1934. VI. BM. számú rendelet kimondta az egyesítésüket. Az új név eredete nem ismert. A település erdőinek jelentős hányadát ekkor még a szentgotthárdi ciszterci apátság birtokolta. A falu lakossága ekkoriban földművelésből kereste kenyerét, 1980-ra zömük már az iparban dolgozott, a szentgotthárdi gyárakba jártak el dolgozni.
1947-ben még 591 lakost számlált, 1980-ra a szám 384 főre csökkent az elvándorlás és a városba költözések miatt. Egyházigazgatási szempontból Rábakethely plébániájának része a mai napig, a falu legnagyobb részt katolikus felekezetű. Az újabb házak épülésével Máriaújfalu napjainkban egyre jobban összeér Rábakethellyel.
1939-től a településen két tantermes iskola is működött, az épülete ma is meg van.
A falut átszeli a Hársas-patak. A falu határában a patak duzzasztásából létrehozták a Hársas-tavat, amelyet gyakran Máriaújfalui-tónak neveznek a környéken. Kelet-nyugati irányban a 7454-es út halad el a település északi szélén, észak-déli irányban a 7455-ös út húzódik végig a belterületén.